# Odcvl
Odcvl ist eine 1939 gegründete französische Genossenschaft, die hauptsächlich Urlaubsaufenthalte in Frankreich und auf der ganzen Welt für Gruppen und Familien vermarktet.

## Geschichte
Das Odcvl wurde im Februar 1939 in Lothringen von bretonischen und aus den Vogesen stammenden Lehrern unter dem Namen „Ufoval“ gegründet und ist eine der wegweisenden Vereinigungen für Volksbildung und das Recht auf Urlaub für alle. 1970 eröffnete der Verein seine ersten ständigen Zentren.
Der Umsatz im Jahr 2015 betrug 8,9 Millionen € mit 157 festangestellten Mitarbeitern und mehr als 800 Zeitarbeitskräften. In allen Zentren des Odcvl werden jährlich fast 25.000 Menschen aufgenommen.

## Ferien und Bildungsaufenthalte
Das Odcvl ist in vier Sektionen organisiert: es gibt Ferienlager Sommercamps für Kinder und Jugendliche mit Grand Angle, Entdeckungskurse mit Grandeur nature, Touristen- und Sportaufenthalte für Gruppen und Familien mit Highlights und Bildungsentwicklung mit Campanule.

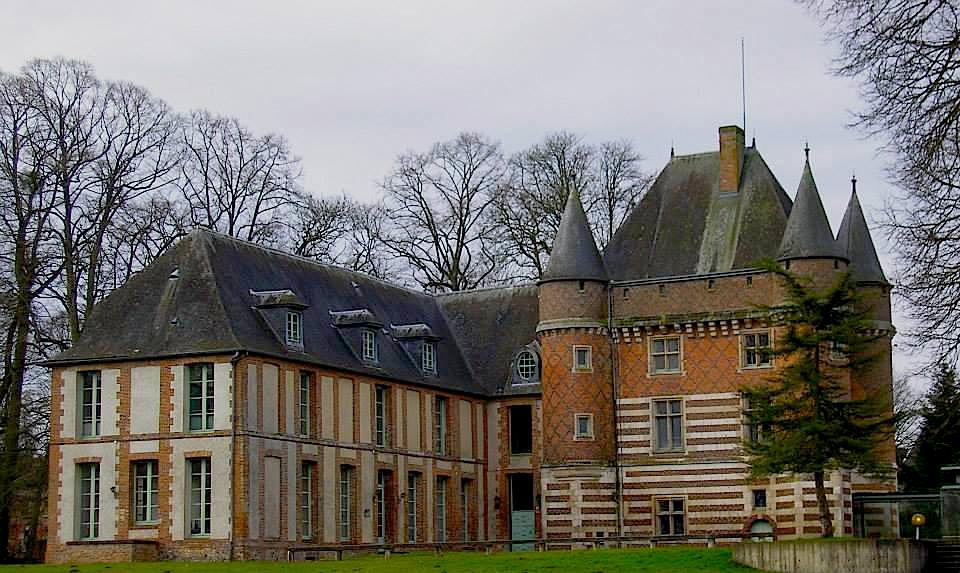
Le Manoir d'Argueil

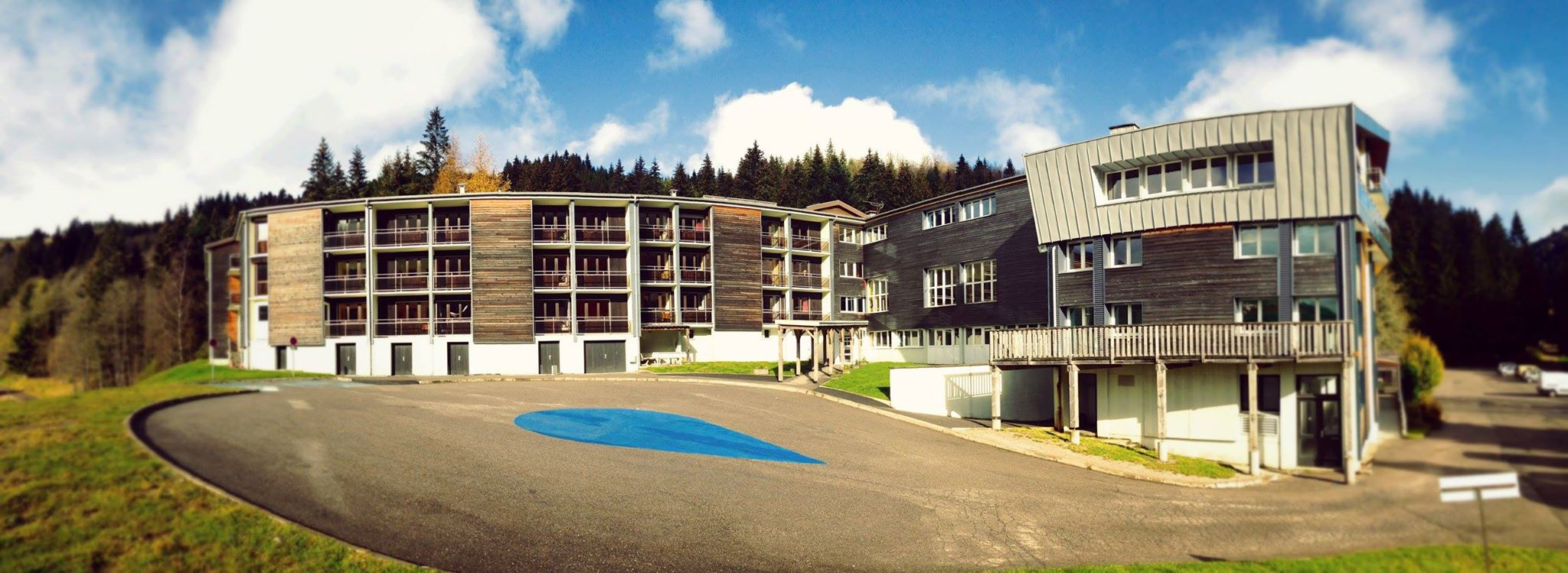
Le Pont du Metty La Bresse

## Ständige Zentren in Frankreich
- Pont du Metty et le Chalet d’Artimont, La Bresse;
- Haut du Tôt, Kanton Saulxures-sur-Moselotte
- Maisondici, Les Voivres
- Fermeraie, Luttenbach-près-Munster
- Chatelrêt, Vars
- Steredenn, Douarnenez
- Coussoules, Leucate, La Franqui
- Manoir d’Argueil, Argueil
- Tremplin de la Mauselaine, Gerardmer
- Jument Verte, Courlans
- Pavillon des Officiers, Mont-Dauphin